# Episkopi (Gemeindebezirk)
Episkopi (griechisch Δημοτική Ενότητα Επισκοπής) ist ein Gemeindebezirk der Gemeinde Chersonisos im Regionalbezirk Iraklio auf der griechischen Mittelmeerinsel Kreta.
Episkopi liegt östlich der Inselhauptstadt Iraklio und hatte ihren Sitz im Dorf Episkopi. Sie bildet seit über 40 Jahren zusammen mit den Nachbarorten Gouves, Stalida und Malia die größte touristische Region der Insel Kreta.

## Verwaltungsgliederung
Mit der Umsetzung der Gebietsreform 1997 erfolgte der Zusammenschluss der Landgemeinde Episkopi mit weiteren vier Landgemeinden zur Gemeinde Episkopi. Durch Vereinigung mit den Gemeinden Gouves, Malia und Chersonisos im Rahmen der Verwaltungsreform 2010 gingen diese als Gemeindebezirke in der neuen Gemeinde Chersonisos auf.
| Kinotita (Κοινότητα) | griechischer Name            | Code     | Fläche (km²) | Einwohner 2001 | Einwohner 2011 | Dörfer und Siedlungen                             |
| -------------------- | ---------------------------- | -------- | ------------ | -------------- | -------------- | ------------------------------------------------- |
| Episkopi             | Κοινότητα Επισκοπής          | 71080201 | 15,570       | 1228           | 1209           | Episkopi, Kakopetra, Skopela, Stamni, Chochlakies |
| Aitania              | Κοινότητα Αϊτανίων           | 71080202 | 6,546        | 0319           | 0280           | Aitania                                           |
| Galifa               | Κοινότητα Γαλίφας            | 71080203 | 7,943        | 0252           | 0122           | Galifa                                            |
| Kenourgio Chorio     | Κοινότητα Καινούργιου Χωρίου | 71080204 | 11,432       | 0290           | 0109           | Kenourgio Chorio, Galipe                          |
| Sgourokefali         | Κοινότητα Σγουροκεφαλίου     | 71080205 | 4,249        | 0444           | 0474           | Sgourokefali                                      |
| Gesamt               | Gesamt                       | 710802   | 45,740       | 2533           | 2291           |                                                   |